# POP tennis
El POP tennis (conocido anteriormente como Paddle tennis) es un juego adaptado de tenis que se juega desde hace más de un siglo. En comparación con el tenis, la cancha es más pequeña, no tiene calles para dobles, y la red es menor.
El POP tennis se juega con un pala sólida, en lugar de un raqueta de cuerdas, y una pelota de tenis con menor presión, además el saque o servicio debe realizarse a la altura de la cintura. Se usa la misma pista tanto para dobles como para individuales, siendo los de dobles la modalidad que más se practica. El tamaño de la cancha, más pequeña, agrega un fuerte énfasis y ventaja para el juego de red y crea un juego rápido y basado en los reflejos.

## Historia
El Pop Tenis remonta su orígenes a casi hace 100 años cuando fue inventado por un ministro episcopal, Frank Peer Beal, en el bajo Manhattan, cuando quiso crear actividades recreativas para los niños del barrio en 1915. En 1922 se celebró el primer torneo, y la Federación de Estados Unidos de Tenis Profesional (USPTA) se formó al año siguiente. Para 1941, el pádel se jugaba en casi 500 ciudades de Estados Unidos. Con el crecimiento del Pádel y para evitar confusiones entre ambos deportes, las organizaciones que se encargan de regular el deporte decidieron cambiarle el nombre de Paddle tenis a POP tenis.
Aunque Frank Peer Beal es conocido como el inventor del juego, Murray Geller, un jugador en los años 1940 y 50, fue fundamental en la creación del juego moderno. Elegido Presidente del comité de reglas, quiso que el juego fuese más atractivo  e instituyó nuevas características incluyendo una pista más grande y el saque por debajo del hombro.
Con el crecimiento del Pádel y para evitar confusiones entre ambos deportes, las organizaciones que se encargan de regular el deporte decidieron cambiarle el nombre de Paddle tenis a POP tenis.

## Deportes similares
El Pádel (o simplemente "Padel") es similar. Se juega típicamente en dobles en una cancha cerrada de 20x10 m. Es muy popular en España e Hispanoamérica.

## Características resumidas
- 'Jugadores:'  Se puede jugar tanto en individual como dobles.
- 'Saque o servicio:'  Debe realizarse por debajo del hombro. Y también hay segundo saque.
- 'Puntuación:' método  La puntuación es el mismo que en el tenis. Los partidos son al mejor de cinco sets.
- 'Pelota:'  Pelota de tenis con presión reducida.
- 'Pala:'  Sólida, sin cuerdas. Puede ser perforada.
- 'Corte:'  Hay dos estilos de tenis. Estilos de la costa Este y Oeste.
- 'Paredes:'  Las paredes o vallas son parte del juego. La pelota debe rebotar en la pista antes de golpear una pared y no debe rebotar de nuevo después.